# Erwin Neuwirth

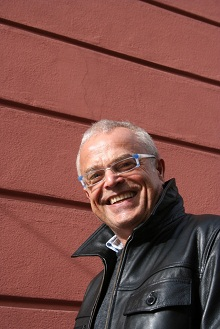
Erwin Neuwirth (2006)

Erwin Neuwirth (* 26. April 1948 in Wien, Österreich) ist ein österreichischer Schauspieler. Bekannt wurde er durch Auftritte in den Fernsehproduktionen Der Landarzt und Ein Schloss am Wörthersee. Zudem arbeitet er heute als Universitätslektor und Buchautor.

## Leben
Neuwirth absolviert seine schauspielerische Ausbildung 1970 bis 1973 am Mozarteum in Salzburg, an dem er nach dem Studium auch den Mozart in und Amadeus von Peter Shaffer die Rolle des Mortimer in Arsen und Spitzenhäubchen von Joseph Kesselring spielt. Es schließen sich etliche Arrangements an diversen Bühnen in Österreich (zum Beispiel Theater Wien Josefstadt) sowie in Deutschland (Theater Baden-Baden, Staatstheater Braunschweig) und Italien an. Es folgen Film- und Fernsehproduktionen. 
In den Sommermonaten von 1981 bis 1985 betrieb er das Le Bistro in Reifnitz (Gemeinde Maria Wörth) am Wörthersee. Zu dieser Zeit rief er das GTI-Treffen ins Leben, das 1982 erstmals mit unter 100 Teilnehmern stattfand.
1988 bis 1990 arbeitete Neuwirth als Kurdirektor der Gemeinde Reifnitz Maria Wörth. Von 1990 bis 1997 arbeitete er im Stadtparlament von Klagenfurt. Er vertrat die Grünen (VGÖ) in den Ausschüssen für Kultur und Tourismus. 
Von 2002 bis 2006 studierte Neuwirth Philosophie an der Universität Klagenfurt. Seit seiner Diplomarbeit an der Universität für darstellende Kunst und Musik in Salzburg 2000 beschäftigt sich mit den "Inszenierungen des Alltags". 2006 absolvierte er seine Dissertation Inszeniertes Lachen mit der Untersuchung über die Einsatzfähigkeit Therapeutischen Humors im Rahmen von Krankenhausaufenthalten. Unterstützt wird erst dabei u. a. von Michael Titze, einer der Begründer des Therapeutischen Humors. 
Heute lehrt Neuwirth Rhetorik und Phonetik am Sprachzentrum Deutsch in Österreich der Alpen Adria Universität Klagenfurt und an der Universität Hacettepe im türkischen Ankara.

## Filmografie
- 1974: Die gelbe Nachtigall
- 1978: Popcorn und Himbeereis
- 1983: Die Supernasen
- 1987: Zärtliche Chaoten
- 1990–1991: Ein Schloss am Wörthersee (Fernsehserie)
- 1991–1992: Der Landarzt (Fernsehserie)
- 1996: Hochwürdens Ärger mit dem Paradies (Fernsehfilm)
- 2003: Alles Glück dieser Erde (Fernsehfilm)
- 2006–2008: Der Arzt vom Wörthersee (Fernsehserie)

## Bibliografie
- mit Jan Tidtrand: Lachtherapie. Bevor die Gesundheit flöten geht. Almathea Verlag, Wien, 1. Auflage 2001, ISBN 978-3850024617.
- in Andreas Kienzl und Herbert Loserl: Humor trotz Tumor: Besser leben mit Krebs, Kapitel: Humor in der Krankenpflege. Ueberreuter, 2006, ISBN 978-3800071685.